# 红腿鸬鹚
红腿鸬鹚（学名：Poikilocarbo gaimardi），是鲣鸟目鸬鹚科的一种鸟类，属于单型的红腿鸬鹚属（学名：Poikilocarbo）。

## 特征
红腿鸬鹚体重约1358.34克，翼长约24.65厘米，喙宽度约9毫米，喙厚度约12.5毫米，嘴峰长约65.5毫米，跗蹠长约54.6毫米，尾长约93.2毫米。
红腿鸬鹚是留鸟，栖息在海洋，它们是食肉动物，主要以鱼类、甲壳动物、软体动物等水生动物为食。它们分布在秘鲁和智利沿海地区；在阿根廷南部有孤立的种群。